# Willibald Eser
Willibald Georg Eser (né le 1er septembre 1933, mort en août 2005) est un scénariste allemand.

## Biographie
Eser étudie les sciences du théâtre et de la presse à l'université de Munich, mais part sans diplôme. Il commence à travailler comme journaliste. Ses premiers contacts au cinéma le rapprochent de Thea von Harbou, Jean Cocteau et Curt Goetz. En 1957, Helmut Käutner l'engage pour écrire le scénario de son film Monpti. Eser travaille de nouveau avec Käutner en 1960 et 1961. Eser écrit non seulement le scénario du film Le Rêve de Mademoiselle Tout-le-monde, mais aussi certaines des chansons qui y sont interprétées.
Dans les années 1960, Willibald Eser est signé à Hollywood pour quelques émissions spéciales avec Frank Sinatra et Cary Grant. Le déclin progressif de la carrière d'Eser est évident au début des années 1970. Il s'implique dans des films érotiques. Il fait également simplement une petite apparition dans La Tentation dans le vent de l'été.
Après la sortie de Monika und die Sechzehnjährigen en 1975, il se retire du cinéma et écrit (généralement en tant que co-auteur) des biographies d'acteurs tels que Johannes Heesters, Theo Lingen, Camilla Horn, Helmut Fischer et Harald Juhnke. Après la fin de son travail cinématographique, il vit à Markt Rettenbach.
Le fils d'Eser est l'enfant acteur Archibald Eser (né en 1961), qui se fait connaître à la fin des années 1960 avec le film familial Morgens um sieben ist die Welt noch in Ordnung.

## Filmographie

### Scénariste
- 1957 : Monpti de Helmut Käutner
- 1957 : Le Comte de Luxembourg (de) (Der Graf von Luxemburg) de Werner Jacobs
- 1960 : Le Verre d'eau (de) (Das Glas Wasser) de Helmut Käutner
- 1960 : Ingeborg de Wolfgang Liebeneiner
- 1960 : Il s'agit de trouver le filon (Mit Himbeergeist geht alles besser) de Georg Marischka
- 1961 : Le Rêve de Mademoiselle Tout-le-monde (Der Traum von Lieschen Müller) de Helmut Käutner
- 1966 : Comment j'ai appris à aimer les femmes (Come imparai ad amare le donne) de Luciano Salce
- 1970 : La Gifle (Ohrfeigen) de Rolf Thiele
- 1970 : Je couche avec mon assassin de Wolfgang Becker
- 1971 : Baron vampire de Mario Bava
- 1971 : Der scharfe Heinrich (de) de Rolf Thiele
- 1972 : Les Jeux Olympiques du sexe (de) (Gelobt sei, was hart macht) de Rolf Thiele
- 1975 : Monika und die Sechzehnjährigen (de) (dialogues) de Charly Steinberger (de)

### Acteur
- 1957 : Monpti
- 1972 : La Tentation dans le vent de l'été (Versuchung im Sommerwind) de Rolf Thiele